# Ганкевич Лев Юліанович
Лев Юліанович Ганкевич (1 червня 1881, Підволочиськ чи Староміщина — 14 грудня 1962) — український політичний діяч, адвокат у кримінальних політичних процесах, публіцист, співредактор газети «Вперед» у 1918–1922 рр., голова УСДП у 1928–1937 рр., 1918 р. член Української Національної Ради Західноукраїнської Народної Республіки.

## Біографія
Лев Ганкевич народився 1 червня 1881 року в Підволочиську чи с. Староміщині (нині — Тернопільського району Тернопільська область). З початкових років 20 століття перебував у соціалістичних політичних кругах Галичини, організації «Молода Україна» (1901-3), працював в екзильному комітеті Революційної Української Партії у Львові.
Співпрацював з Українською Соціал-Демократичною Партією (УСДП), подорожував на Наддніпрянщину в політичних справах. Під час Першої світової війни співпрацював з «Союзом за Визволення України» та був його представником у Болгарії. У 1918 р. став делегатом Української Національної Ради Західноукраїнської Народної Республіки. Ганкевич був головою виконавчого комітету в 1921–1923 та 1930–1934 (або 1929—1933) р. 3 липня 1924 у Львові відбулась конференція Української соціал-демократичної партії, на якій відбувся розкол. Права група на чолі з Ганкевичем запропонувала об'єднатися з ППС проти червоного та білого терору. Група центру під керівництвом Галикевича висловила прихильність до комунізму, але незгоду щодо керівництва Москви [Архівовано 29 червня 2016 у Wayback Machine.].
В 1930-х роках здобув славу як адвокат в політичних оборонних судових розправах, обороняючи членів ОУН та УВО (Українську Військову Організацію) в польських судах, зокрема, під час Варшавського процесу 1935-36 років. Був президентом Союзу Українських Адвокатів у Львові та віце-президент організації Львівських Адвокатів.
Степан Шухевич у власних спогадах надав негативні відгуки Ганкевичу, зазначивши, що останній був занадто самозакоханим і не брався за політичні процеси без належного гонорару, дуже полюбляв гроші.
1944 року еміґрував до Мюнхена, 1949 до Нью-Йорка.
Дописував до газети «Правничий Вісник» (1910-13), співредактор журналу партії УСДП «Вперед» (1918-22). Писав фейлетони на тему українського соціалізму.

## Вшанування
- Вулиця Ганкевича, Львів (Левандівка).